# کریپی ناتز
کریپی ناتز (انگلیسی: Creepy Nuts) نام یک گروه دو نفره موسیقی هیپ‌هاپ است که اعضای آن دی‌جی ماتسوناگا و آر-شیتی هستند. کریپی ناتز بخشی از سونی میوزیک انترتینمنت است و با ترانه بلینگ بنگ بنگ بورن که ترانه شروع انیمه ماشل بود به شهرت رسیدند. همچنین ترانه اوتونوکه که ترانه شروع انیمه دان‌دادان است نیز متعلق به این گروه است. 